# Шебалино (Алтайский край)
Шебалино́ — село в Бийском районе Алтайского края России. Административный центр Шебалинского сельсовета.

## История
Село Шебалино основано в 1823 году. 
В 1928 году в селе функционировали школа, лавка общества потребителей, имелось 188 хозяйств, проживало 1092 человека. В административном отношении село являлось центром сельсовета Новиковского района Бийского округа Сибирского края.

## География
Село находится в восточной части Алтайского края, на правом берегу реки Бехтемир, на расстоянии примерно 32 километров (по прямой) к востоку-северо-востоку (ENE) от города Бийск, административного центра района. Абсолютная высота — 224 метра над уровнем моря.
Климат
умеренный, континентальный. Самый холодный месяц — январь (до -54 °C), самый тёплый — июль (до +39 °C). Годовое количество осадков составляет 450—500 мм.

## Население
| 1997  | 1998  | 1999  | 2000  | 2001  | 2002  | 2003  | 2004  | 2005  |
| ----- | ----- | ----- | ----- | ----- | ----- | ----- | ----- | ----- |
| 1665  | ↗1667 | ↗1722 | ↘1697 | ↘1672 | ↘1630 | ↘1625 | ↗1700 | ↘1665 |
| 2006  | 2007  | 2008  | 2009  | 2010  | 2011  | 2012  | 2013  |       |
| ↘1639 | ↘1608 | ↘1582 | ↘1577 | ↘1246 | →1246 | ↘1165 | ↘1105 |       |

национальный состав
Согласно результатам переписи 2002 года, в национальной структуре населения русские составляли 92 %.

## Инфраструктура
В селе функционируют средняя общеобразовательная школа, дом культуры, врачебная амбулатория и отделение Почты России.

## Улицы
Уличная сеть села состоит из 13 улиц и 14 переулков.

## Транспорт
Посёлок доступен по дороге общего пользования межмуниципального значения «а/д К-05 — Березовая Горка — Шебалино» (идентификационный номер 01 ОП МЗ 01Н-0407) протяженностью 34,700 км.